# Philippe Buache

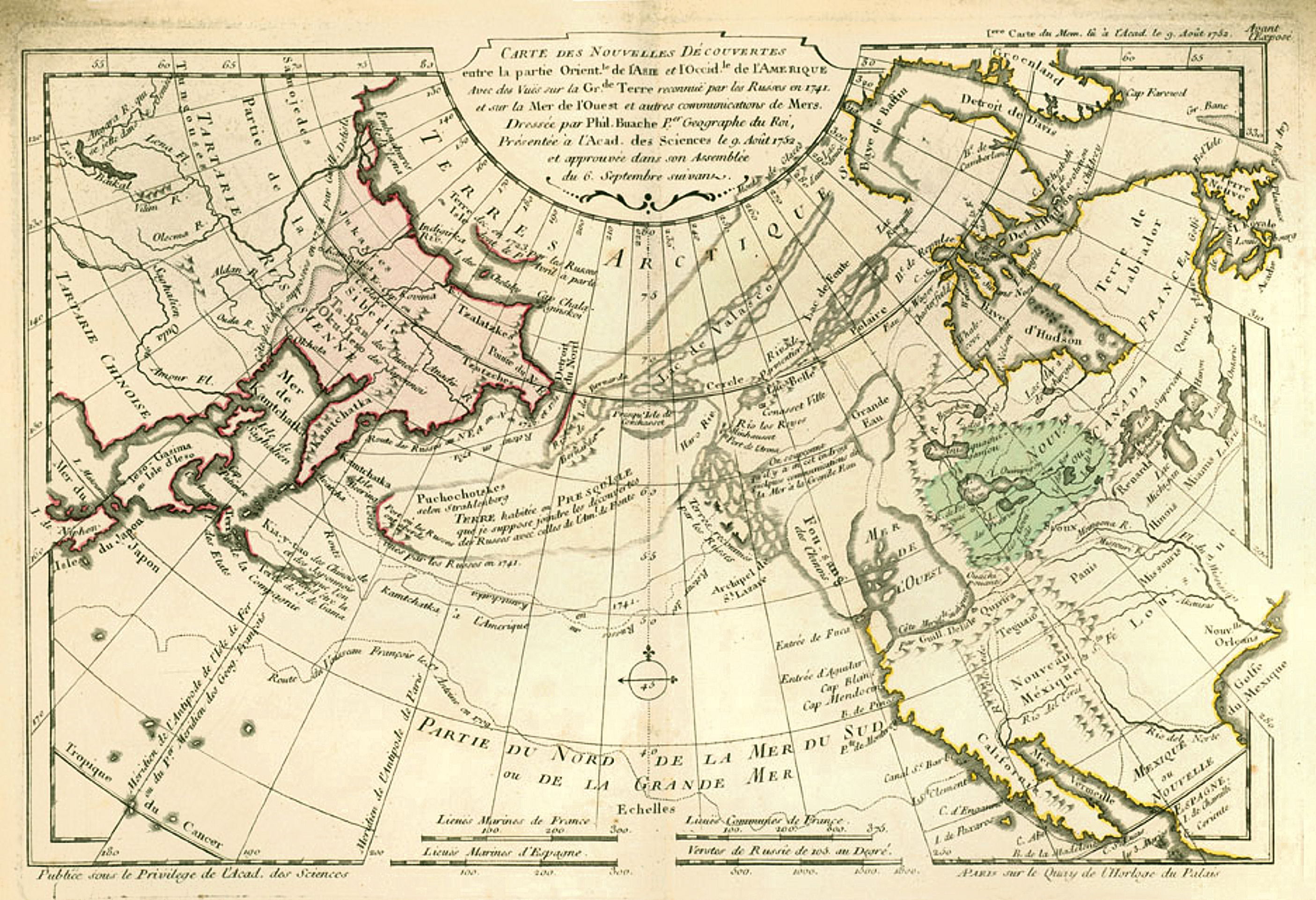
Diese Karte von 1753 von Philippe Buache zeigt Fusang („Fou-Sang des Chinois“, „Fusang der Chinesen“) nördlich des US-Bundesstaates Kalifornien.

Philippe Buache (geboren am 7. Februar 1700 in Paris (nach anderen Quellen in La Neuville-au-Pont); gestorben am 24. Januar 1773 in Paris) war ein französischer Geograph.

## Leben und Arbeit
Buache wurde vom Geographen Guillaume Delisle ausgebildet, dessen Tochter er heiratete und dem er 1730 in die Académie des sciences folgte.
1729 wurde Buache zum ersten Geographen des Königs ernannt. Er glaubte an einen südlichen Kontinent, eine Hypothese, die sich durch spätere Entdeckungen zum Teil bestätigen sollte. 1752 legte er eine Abhandlung vor, in der er die Bergketten der Welt als ein Gerüst beschrieb und ein System einander untergeordneter Meeres- und Flussbecken postulierte. Die Académie royale des sciences schrieb dazu: Cette façon de considérer notre globe, ouvre une nouvelle carrière à la géographie. Il est peut-être plus intéressant de connaître la direction de ces chaînes de montagne ... que de reconnaître les anciennes bornes d’un pays ou d’un empire, qui n’existe plus ... Ce système si conforme aux vues de la saine physique, est devenu en quelque sorte prophétique entre les mains de M. Buache (Diese Art, unsere Erdkugel zu betrachten, eröffnet der Geographie eine neue Laufbahn. Es ist vielleicht interessanter, die Richtung dieser Bergketten zu kennen ... als die alten Grenzen eines Landes oder eines Reiches zu erkennen, das nicht mehr existiert ... Dieses System, das so sehr mit den Ansichten der vernünftigen Physik übereinstimmt, ist in den Händen von Herrn Buache in gewisser Weise prophetisch geworden.). 1754 veröffentlichte er den Atlas physique. Nach dem Erdbeben von Lissabon 1755 legte er eine Arbeit vor, die sich mit der Stärke von Erdbeben befasste und Erdbeben in Beziehung zum Verlauf von Bergketten und Küsten setzte.
Sein Neffe, Jean-Nicolas Buache (geboren am 15. Februar 1741 in La Neuville-au-Pont; gestorben am 21. November 1825 in Paris), war ebenfalls ein Geograph des Königs.

## Auszeichnungen
Buache war Mitglied der Académie royale des sciences und Preisträger der Académie royale d’architecture.

## Werke

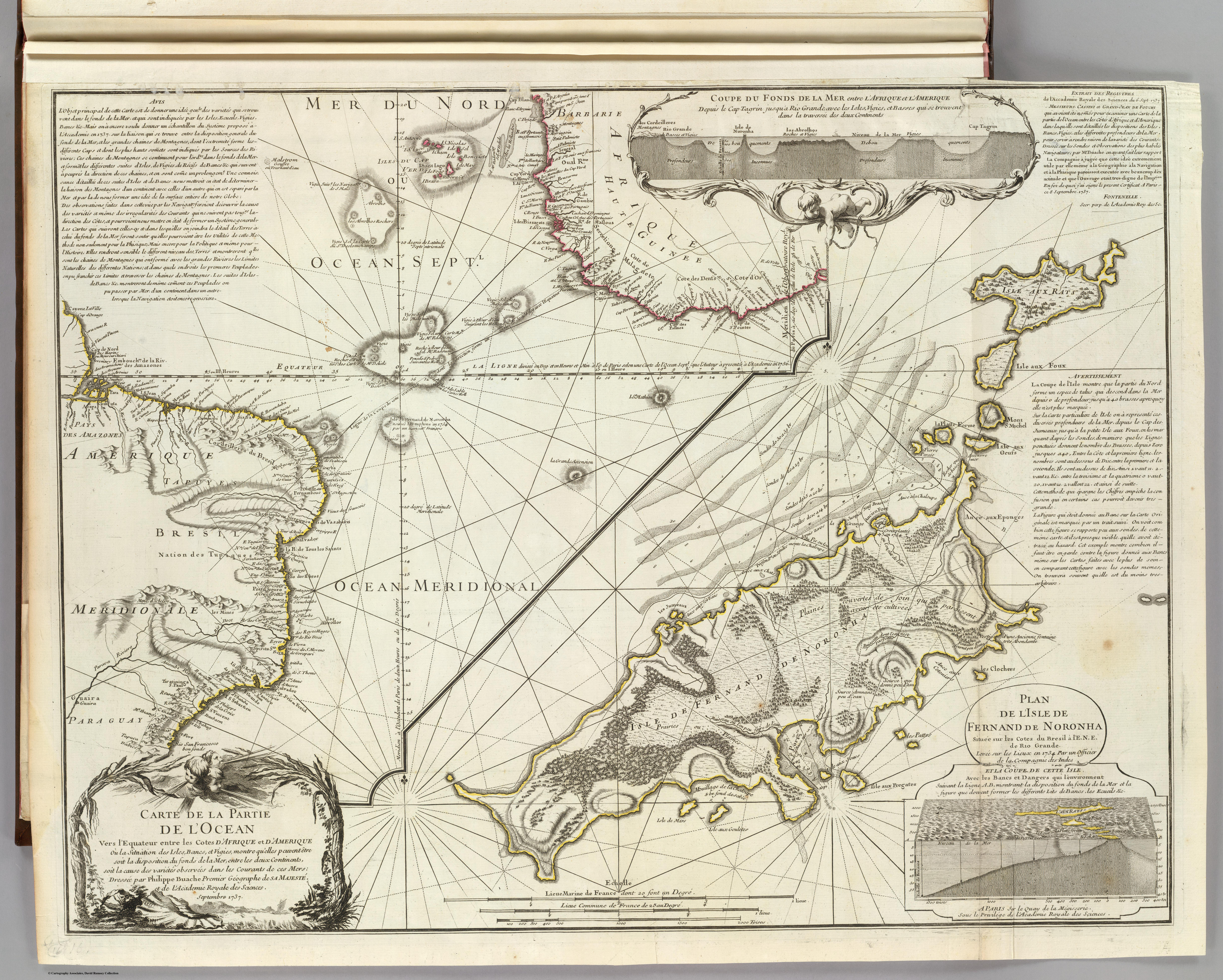
Philippe Buache, Carte d’une partie de l’Océan vers l’Équateur entre les costes d’Afrique et d’Amérique... Paris, 1737. Karte auf Kupfer eingraviert (63,5 × 48,3 cm)

- Exposé d’un plan hydrographique de la ville de Paris, 1742
- Considérations géographiques et physiques sur les découvertes nouvelles dans la grande mer[6], (Paris, 1754). Dieses Werk beinhaltet eine Karte der westlichen Küste Nordamerikas.
  - Neuauflage 2022 bei Hachette bnf, ISBN 978-2-329-68299-0
- Cartes et tables de la géographie physique ou naturelle, présentées au roi le 15 mai 1757, Edition laut Buchtitel 1754
  - Neuauflage 2021 bei Hachette bnf, ISBN 978-2-329-58279-5
- Le parallèle des fleuves des quatre parties du monde pour servir a déterminer la hauteur des montagnes (1757)
- Mémoire sur la traversée de la mer glaciale arctique (1759). Dieses Werk beinhaltet seine Hypothese der alaskischen Halbinsel.
- Considérations géographiques sur les terres australes et antarctiques (1761)